# سورینابانت
سورینابانت (انگلیسی: Surinabant) آنتاگونیست گیرنده کانابینوئید نوع یک است و به عنوان درمان بالقوه اعتیاد به نیکوتین و کمک به ترک سیگار در دست بررسی است. این دارو همچنین می‌تواند به عنوان یک ترکیب ضد اشتها در درمان چاقی نیز مدنظر قرار گیرد، هرچند پیش تر چندین آنتاگونیست‌ این گیرنده به بازار معرفی شده یا در دست بررسی می‌باشند. از این رو سورینابانت در حال حاضر به عنوان یک داروی مؤثر در ترک سیگار مد نظر است. این دارو ممکن در درمان سایر موارد اعتیاد، مانند اعتیاد به الکل نیز مؤثر باشد. دیگر کاربردهای بالقوه این دارو عبارتند از درمان اختلال بیش فعالی-کم توجهی.